# Martin Hochmeister
Martin Hochmeister (n. 1740 – d. 29 martie 1789) a fost un tipograf și librar sas din Sibiu. Fiul său, Martin von Hochmeister, a continuat activitatea sa tipografică și a devenit în 1818 primar al Sibiului.

## Viața
A învățat meșteșugul tipăririi în tipografia lui Johann Barth din Sibiu. În 1773 a câștigat la loteria imperială 108 florini de aur, cu care a cumpărat în 1777 tipografia Sárdi. În anul 1782 a deschis prima bibliotecă cu cărți de împrumut din oraș. A fondat în 1778 prima revistă de teatru "Theatral Wochenblatt".
În data de 9 noiembrie 1783 a anunțat tipărirea ziarulului Siebenbürger Zeitung, care a devenit în scurtă vreme cel mai citit ziar de către sașii transilvăneni. Primul număr al publicației a văzut lumina tiparului pe 2 ianuarie 1784. În 1787 a apărut Hermannstädter Kriegsbote și în 1791 Siebenbürger Bote, gazete editate în spiritul iluminismului. 
În anul 1787 Martin Hochmeister a solicitat și obținut cedarea clădirii Turnului Gros pentru a se amenaja acolo un teatru orășenesc, primul teatru de pe teritoriul actual al României și unul dintre puținele din Europa de la acea vreme. Sala Teatrului a fost construită într-un an, cheltuielile ridicându-se la 24.000 de florini. În iunie 1788 s-a organizat acolo primul spectacol de teatru.